# A Perfect Murder (groupe)
Pour les articles homonymes, voir Perfect Murder.
A Perfect Murder est un groupe canadien de groove metal, originaire de Montréal, au Québec. Le groupe est formé en 2001, et se sépare en 2007 avant de reformer en 2011 Il compte au total cinq albums studio, Cease to Suffer (2003), Unbroken (2004), Strength through Vengeance (2005), War of Aggression (2007), et Demonize (2013).

## Biographie
A Perfect Murder est formé en 2001 à Montréal, au Québec,, par Carl Bouchard. Leur premier EP, Blood Covered Words, est publié la même année. En 2003, avant la publication de leur premier album, Bouchard décide de passer du chant à la guitare. Le chanteur Frank Pellerin remplace alors Bouchard sur l'album Cease to Suffer, publié en 2003. Plus tard cette année, le groupe signe au label Victory Records. Toujours sous contrat avec Cyclop Records, le groupe publie l'EP Rehearsal afin de remplir ses obligations contractuelles. Leur premier album à Victory s'intitule Unbroken, et est publié en 2004.
Après la sortie de Unbroken, Pellerin quitte le groupe et est remplacé par le chanteur originaire du Tennessee Kevin Randel pour la sortie de l'album Strength through Vengeance. En octobre 2005, le groupe se sépare de Randel à cause de « problèmes internes. » Des rumeurs circuleront selon lesquels le chanteur Craig Heckman de Darker Day Tomorrow pourrait le remplacer. En janvier 2007, ils annoncent la sortie d'un troisième album studio, War of Aggression. À cette période, Bouchard a déjà écrit 14 chansons, dont 11 qui seront définitivement sur l'album, annoncé pour l'été.
Moins d'un mois après la sortie de leur album studio, War of Aggression courant l'année 2007, le groupe décide de se séparer. Cette décision vient du fait que Victory Records ne les ai pas soutenus pour leur tournée. Cette même année, ils forment un groupe appelé Modern Crimes qui comprend Carl Bouchard à la guitare, Yan Chausse à la batterie, Luc Verville à la basse, Frank Pellerin au chant et Kevin Lemire à la guitare. Plus tard, A Perfect Murder revient rapidement en 2009 pour quelques concerts.
A Perfect Murder se reforme en 2011, et joue plusieurs concerts. En 2013, le groupe publie son nouvel album intitulé Demonize.

## Discographie

### Albums studio
- 2003 : Cease to Suffer
- 2004 : Unbroken
- 2005 : Strength through Vengeance
- 2007 : War of Aggression
- 2013 : Demonize

### EP
- 2001 : Blood Covered Words
- 2005 : Rehearsal